# قنجر أمريكي
قنجر أمريكي (الاسم العلمي: Conger oceanicus) (بالإنجليزية: American conger)‏ هو نوع من الأسماك يتبع جنس القنجر من الفصيلة القنجرية.